# Pachyphytum cuicatecanum
Pachyphytum cuicatecanum är en fetbladsväxtart som först beskrevs av J.Reyes, Joel Perez och Brachet, och fick sitt nu gällande namn av Myron William Kimnach. Pachyphytum cuicatecanum ingår i släktet Pachyphytum och familjen fetbladsväxter. Inga underarter finns listade i Catalogue of Life.